# Saison 2015 de l'équipe cycliste Colombia
La saison 2015 de l'équipe cycliste Colombia est la quatrième de cette équipe.

## Préparation de la saison 2015

### Arrivées et départs
| Arrivées           | Équipe 2014                                |
| ------------------ | ------------------------------------------ |
| Alex Cano          | Aguardiente Antioqueño-Lotería de Medellín |
| Camilo Castiblanco | EPM-UNE-Área Metropolitana                 |
| Daniel Martínez    | Centre mondial du cyclisme                 |
| Sebastián Molano   | Coldeportes-Claro                          |
| Walter Pedraza     | EPM-UNE-Área Metropolitana                 |
| Brayan Ramírez     | Movistar Team América                      |
| Carlos Ramírez     | Aguardiente Antioqueño-Lotería de Medellín |
| Cayetano Sarmiento | Cannondale                                 |

| Départs             | Équipe 2015              |
| ------------------- | ------------------------ |
| Juan Esteban Arango | Coldeportes-Claro        |
| Robinson Chalapud   | Orgullo Antioqueño       |
| Luis Largo          |                          |
| Jarlinson Pantano   | IAM                      |
| Dúber Quintero      | PR Pijaos                |
| Jeffry Romero       | Boyacá Raza de Campeones |

## Coureurs et encadrement technique

### Effectif
| Cycliste             | Date de naissance | Nationalité | Équipe 2014                                |  |
| -------------------- | ----------------- | ----------- | ------------------------------------------ |  |
| Edwin Ávila          | 21 novembre 1989  | Colombie    | Colombia                                   |  |
| Alex Cano            | 13 mars 1983      | Colombie    | Aguardiente Antioqueño-Lotería de Medellín |  |
| Camilo Castiblanco   | 24 novembre 1988  | Colombie    | EPM-UNE-Área Metropolitana                 |  |
| Edward Díaz          | 19 août 1994      | Colombie    | Colombia                                   |  |
| Fabio Duarte         | 11 juin 1986      | Colombie    | Colombia                                   |  |
| Leonardo Duque       | 10 avril 1980     | Colombie    | Colombia                                   |  |
| Daniel Martínez      | 25 avril 1995     | Colombie    | Centre mondial du cyclisme                 |  |
| Sebastián Molano     | 4 novembre 1994   | Colombie    | Coldeportes-Claro                          |  |
| Darwin Pantoja       | 25 septembre 1990 | Colombie    | Colombia                                   |  |
| Jonathan Paredes     | 4 avril 1989      | Colombie    | Colombia                                   |  |
| Walter Pedraza       | 27 novembre 1981  | Colombie    | EPM-UNE-Área Metropolitana                 |  |
| Carlos Quintero      | 5 mars 1986       | Colombie    | Colombia                                   |  |
| Brayan Ramírez       | 20 novembre 1992  | Colombie    | Movistar Team América                      |  |
| Carlos Ramírez       | 26 octobre 1994   | Colombie    | Aguardiente Antioqueño-Lotería de Medellín |  |
| Miguel Ángel Rubiano | 3 octobre 1984    | Colombie    | Colombia                                   |  |
| Cayetano Sarmiento   | 25 mars 1987      | Colombie    | Cannondale                                 |  |
| Rodolfo Torres       | 21 mars 1987      | Colombie    | Colombia                                   |  |
| Juan Pablo Valencia  | 2 mai 1988        | Colombie    | Colombia                                   |  |
| Stagiaire            | Date de naissance | Nationalité | Équipe 2015                                |  |
| Félix Barón          | 7 novembre 1991   | Colombie    | General Store Bottoli Zardini              |  |

## Bilan de la saison

### Victoires
| Date       | Course                                    | Pays     | Classe | Vainqueur   |
| ---------- | ----------------------------------------- | -------- | ------ | ----------- |
| 08/02/2015 | Championnat de Colombie sur route espoirs | Colombie | CN     | Edward Díaz |

### Résultats sur les courses majeures
Les tableaux suivants représentent les résultats de l'équipe dans les principales courses du calendrier international dans lesquelles l'équipe bénéficie d'une invitation. Pour chaque épreuve est indiqué le meilleur coureur de l'équipe, son classement ainsi que les accessits glanés par Colombia sur les courses de trois semaines.

#### Classiques
| Classique            | Milan-San Remo             | Tour des Flandres | Paris-Roubaix | Liège-Bastogne-Liège | Tour de Lombardie          |
| -------------------- | -------------------------- | ----------------- | ------------- | -------------------- | -------------------------- |
| Coureur (classement) | Juan Pablo Valencia (102e) | Non invitée       | Non invitée   | Non invitée          | Miguel Ángel Rubiano (42e) |

#### Grands tours
| Grand tour           | Tour d'Italie | Tour de France | Tour d'Espagne       |
| -------------------- | ------------- | -------------- | -------------------- |
| Coureur (classement) | Non invitée   | Non invitée    | Rodolfo Torres (38e) |
| Accessits            | -             | -              | -                    |

### Classement UCI

#### UCI America Tour
L'équipe Colombia termine à la 13e place de l'America Tour avec 143 points. Ce total est obtenu par l'addition des points des huit meilleurs coureurs de l'équipe au classement individuel, cependant seuls sept coureurs sont classés,.
| Rang | Coureur              | Points |
| ---- | -------------------- | ------ |
| 25   | Rodolfo Torres       | 84     |
| 153  | Daniel Martínez      | 19     |
| 207  | Edwin Ávila          | 14     |
| 240  | Miguel Ángel Rubiano | 11     |
| 334  | Walter Pedraza       | 7      |
| 360  | Camilo Castiblanco   | 6      |
| 447  | Sebastián Molano     | 2      |